# 쥐꼬리망초아과
쥐꼬리망초아과(-----亞科, 학명: Acanthoideae 아칸토이데아이[*])는 쥐꼬리망초과의 아과이다. 한국에는 방울꽃속 등의 3속 3종만이 남부 지방에서 자라고 있다. 방울꽃, 쥐꼬리망초 등을 포함하고 있다.

## 하위 분류
| - 바를레리아족(Barlerieae Nees) - 방울꽃족(Ruellieae Dumort.) - 아칸투스족(Acantheae Dumort.) - 안드로그라피스족(Andrographideae Endl.) - 위트피엘디아족(Whitfieldieae Reveal) - 쥐꼬리망초족(Justicieae Dumort.) | 분류 불확실(incertae sedis) - 네우라칸투스속(Neuracanthus Nees) |